# Вихров, Александр Николаевич
Алекса́ндр Никола́евич Вихро́в (род. 11 августа 1952, деревня Горка, Андреапольский район, Калининская область) — советский и российский финансист, журналист, политолог и коллекционер. Профессор Финансового университета при Правительстве России, член совета директоров Императорского фарфорового завода, президент Фонда гуманитарных инициатив «Для мира и блага».

## Биография
Учился в Андреапольской средней школе. В 1974 году окончил факультет журналистики Ленинградского государственного университета, в 1990 году — Московскую Высшую партийную школу по специальности «политология».
Работал в редакциях районной газеты «По пути Ильича» в Андреаполе, городской газеты «Вышневолоцкая правда» (Вышний Волочек), областной молодёжной газеты «Смена» (в Калинине).
С 1979 по 1982 год был заведующим отделом пропаганды и культурно-массовой работы Калининского обкома ВЛКСМ. Затем возвратился в журналистику. Работая в областной газете «Калининская правда», написал более двухсот очерков и статей по экономическим, социально-политическим вопросам, а также по темам культуры и искусства. В 1988 году как журналист участвовал в США в американо-советском «Походе за мир», о чём опубликовал серию путевых очерков «Звёзды и полосы». В 1989 году по предложению Гильдии киноактёров Союза кинематографистов СССР создал газету фестиваля актёров кино «Созвездие» и стал её главным редактором. В 1989 году был главным редактором газеты делегации советской программы по культуре и искусству на ХIII Всемирном фестивале молодёжи и студентов в КНДР.
В начале 1990 года переехал в Москву, где работал заместителем редактора еженедельника «В защиту прав потребителя», выходившего в виде приложения к газете «Советская торговля» (новое название — «Торговая газета»). Большой общественный резонанс получили его публикации «Торговля по стойке „смирно“», «Коммунизм в отдельно взятом зале».
В 1990 году начал издание делового еженедельника «Меркурий», главными темами которого стали вопросы рыночных реформ и приватизации. В 1993 году организовал выпуск и стал главным редактором вновь созданного по инициативе Ассоциации российских банков журнала «Банк» (с 2003 года — «Национальный банковский журнал»). За время работы в журналистике публиковался в ведущих федеральных изданиях, в том числе в газетах «Комсомольская правда», «Известия», «Аргументы и факты», журналах «Студенческий меридиан» и «Смена». Автор книги очерков и публицистики. Член Союза журналистов России с 1975 года.
С 1994 года работал в сфере связей с общественностью. В 1994—1996 годах в американской PR-компании «Chemonics International» был директором по связям со СМИ и общественностью на проектах Комиссии по экономической реформе при Правительстве РФ и Бюро международного развития США. Наиболее значительные проекты, осуществленные под его руководством: федеральная PR-программа по заказу Госкомимущества РФ по вопросам земельного рынка и приватизации земли предприятий (1994), федеральная информационная программа по макроэкономическим вопросам (1995—1996).
В 1997 году был приглашен в Центральный банк РФ на должность заместителя директора Департамента общественных связей, где возглавлял направление по работе со СМИ и выполнял обязанности пресс-секретаря Председателя Банка России. Под руководством Вихрова осуществлены федеральная информационно-разъяснительная кампания для населения по вопросам денежной реформы — деноминации рубля (1997—1998), а также медийные антикризисные программы Центрального банка РФ 1998—1999 годов.
С марта 2000 года работал исполнительным директором по связям с общественностью в инвестиционно-банковской группе «НИКойл» и главным исполнительным директором по внешним коммуникациям финансовой корпорации «Уралсиб». Первым крупным проектом в новом качестве стала программа реструктуризации внутрикорпоративных отношений в процессе создания многопрофильной финансовой корпорации (2000—2001), за что служба общественных связей ИБГ «НИКойл» была отмечена Национальной премией по связям с общественностью «Серебряный лучник». Эффективность показали также PR-программа сопровождения реорганизации бизнеса корпорации при слияниях и поглощениях (2002—2004) и создания нового бренда — финансовой корпорации «Уралсиб» (2004), PR-программа интеграции банковского, инвестиционного и страхового бизнеса ФК «Уралсиб» (2003—2005).
В 2004 году стал лауреатом национальной премии в области медиабизнеса «Медиа-менеджер России» в номинации «PR» за эффективное управление информационными потоками и PR-программами. В 2005 году служба общественных связей ФК «Уралсиб» получила национальную премию «Серебряный камертон» в номинации «Лучший PR-проект», в 2006 году — федеральную премию в области связей с общественностью PROBA-IPRA GWA за проект «Внутрикорпоративные коммуникации в ходе интеграции банковского бизнеса ФК „Уралсиб“».
Являлся членом комитета по корпоративной социальной ответственности и устойчивому развитию Российского союза промышленников и предпринимателей.
За участие в деятельности по возвращению исторических реликвий в Россию указом президента Российской Федерации от 2 сентября 2009 года награждён медалью ордена «За заслуги перед Отечеством» 2-й степени.
В 2015 году удостоен национальной премии в области развития связей с общественностью в номинации «Мастер».
После завершения в 2015 году работы в корпорации «Уралсиб» занимается общественной деятельностью и выступает в качестве эксперта по стратегическим коммуникациям для ряда государственных и частных структур. Является председателем наблюдательного совета Ассоциации директоров по коммуникациям и корпоративным медиа России, членом Совета директоров Детского благотворительного фонда «Виктория». В 2020 году Вихров с супругой основали семейный Фонд гуманитарных инициатив «Для мира и блага» для поддержки социально значимых общественных, социальных, просветительских и правозащитных программ и акций в области науки, культуры и искусства.

### Семья
Жена — Любовь Анатольевна Вихрова — главный врач центра медицинской косметологии. Двое сыновей: старший — Николай — журналист, младший — Александр — предприниматель.
Увлекается путешествиями (посетил более 90 стран), яхтингом, теннисом.

## Научная и общественная деятельность
В 2005 году защитил диссертацию на соискание учёной степени кандидата политических наук на тему «Бренд в системе современного маркетинга: концептуальные основы и политическая практика» (научный руководитель — д. п. н. О. К. Гаман-Голутвина). Автор ряда научных работ по вопросам брендинга в политике и экономической сфере.
Будучи профессором Национальный исследовательский университет «Высшая школа экономики», вёл занятия по курсу «Реклама и связи с общественностью», а также авторский курс «Искусство достижения цели в медиа-среде». На факультете государственного управления Московского государственного университета преподавал такие дисциплины, как «Связи с общественностью» и «Интегрированные маркетинговые коммуникации». На 2022 год является профессором Финансового университета при Правительстве России.
Член Русского географического общества и Российского военно-исторического общества.

### Коллекция
Увлекается изучением вопроса российско-французских отношений начала XIX века. Собрал по этой тематике одну из крупнейших в России частных коллекций, предметы из которой демонстрировались на выставках в Государственном историческом музее, Всероссийском музее декоративно-прикладного и народного искусства, Музее-панораме «Бородинская битва» и в других музеях России. Особенно Вихрова интересует личность французского императора Наполеона I и её отражение в литературе, культуре и искусстве. Первым предметом коллекции стал антикварный бронзовый бюст Наполеона.

Понятно, что в чисто стоимостном выражении у меня не могло быть дорогих предметов. Критерий подбора — покупать только то, что мне нравится. Причем это вещи, за которыми стоит какая-то любопытная история.

К началу 2022 года коллекция насчитывала более двух тысяч произведений живописи, гравюр, предметов декоративно-прикладного искусства, медалей, документов, антикварных раритетов, а также различных артефактов и около 600 книг. Коллекция посвящена не только самому Наполеону, но и мифу вокруг его фигуры, созданному как самим императором, так и его почитателями.
Первым представлением предметов коллекции Александра Вихрова стала «народная выставка» под названием «1812. Мир и Война» в Государственном историческом музее в 2008 году, когда музей пригласил к участию частных коллекционеров. Экспонировалось 75 предметов из его собрания.
Первая персональная выставка «Два императора» состоялась в 2012 году во Всероссийском музее декоративно-прикладного искусства, на ней демонстрировалась история взаимоотношений Наполеона и Александра I. В экспозиции было представлено свыше 200 экспонатов.
В 2019 году, в год 250-летия со дня рождения Наполеона, в усадьбе Муравьёвых-Апостолов прошла выставка «Наполеон. Жизнь и судьба», которую составили более 250 предметов из собрания Вихрова. Французский «Фонд Наполеона» назвал эту выставку одним из главных событий юбилейного года.
В 2019 году Вихров подарил Музею Наполеона на Кубе ряд предметов из своей коллекции, относящихся к Отечественной войне 1812 года. Они экспонировались на выставке «Сквозь вьюгу и пламя» в Гаване.
В 2021 году в Музее-панораме «Бородинская битва» была организована выставка «NapoleON. NapoleOFF? Наполеоновская легенда в европейской культуре XIX—XX веков», экспозицию которой составили предметы из фондов музея и коллекции Вихрова.
Собрание Вихрова широко представлено в книгах-альбомах «Наполеон глазами русских» (2009), «Наполеон: русский взгляд» (2012).
В 2021 году Вихров опубликовал книгу «Наполеон. Жизнь и судьба». Презентация состоялась 18 февраля 2021 года в Колонном зале Музея военной формы. Мероприятие сопровождалось выставкой предметов из коллекции Вихрова и прошло с участием реконструкторов в мундирах русской и французской армий. 16 марта 2021 года книга была представлена на родине коллекционера, в Тверском государственном объединённом музее.
В 2021 году Александр Вихров на радио «Комсомольская правда» провёл цикл авторских программ с названием «Наполеон. Величайшая авантюра» — 15 часовых выпусков.

## Награды
- 2018 — Благодарность президента Российской Федерации
- 2015 — Национальная премия в области связей с общественностью «Серебряный лучник»
- 2011 — «150 лет учреждения органов охраны памятников истории и культуры» (Министерство культуры Российской Федерации)
- 2009 — Медаль ордена «За заслуги перед Отечеством 2 степени»
- 2007 — Медаль «За укрепление боевого содружества» (Министерство обороны Российской Федерации)

## Основные работы
- Вихров А. Н. Единственная привилегия коммуниста (о работе партийных органов Калининской области). — М.: Московский рабочий, 1988. — 93 с. — ISBN 5-239-00535-4.
- Вихров А. Н. Наполеон. Жизнь и судьба: по материалам выставки «Наполеон. Жизнь и судьба», Москва, Музей усадьба Муравьевых-Апостолов, 22 мая — 15 сентября 2019 года. — М.: Фонд гуманитарных инициатив «Для мира и блага», 2021. — 494 с. — ISBN 978-5-94161-854-5.